# Umang (Linge)
Umang is een bestuurslaag in het regentschap Aceh Tengah van de provincie Atjeh, Indonesië. Umang telt 168 inwoners (volkstelling 2010).